# Karl Rauch (Verleger, 1897)
Karl Rauch (* 17. April 1897 in Markkleeberg bei Leipzig; † 13. September 1966 in Unterpfaffenhofen, Oberbayern) war ein deutscher Verleger, Schriftsteller und Übersetzer in Dessau, Berlin, Markkleeberg, Jena, Düsseldorf und weiteren Orten.

## Leben

### Herkunft und erste Tätigkeiten 1897–1920
Karl Rauch war der Sohn eines Gärtners in Markkleeberg. Nach dem Besuch einer Oberrealschule absolvierte er eine kaufmännische Lehre. Danach arbeitete er in Leipzig im Verlag der Zeitschrift Vivos voco, die von Hermann Hesse und Richard Woltereck herausgegeben wurde.
Anschließend war er bei einem Verlag in Lauenburg tätig.

### Verlegerische und weitere Tätigkeiten 1921–1945
Im Jahr 1921 erwarb Karl Rauch eine kleine Buchhandlung in Dessau, die er zur Kunst- und Bücherstube Karl Rauch machte. Dabei wurde er von seinem Onkel mit einem kleinen Darlehen und von dem dortigen Unternehmer Hugo Junkers unterstützt. 1923 gründete er dazu den kleinen Karl Rauch Verlag. Um 1926 gab er beide Unternehmen wieder auf.
Danach war er Lektor und Werbeleiter beim Wolkenwanderer-Verlag in Leipzig, dann Redakteur einer Zeitschrift in der Lüneburger Heide für zwei Jahre.
Um 1928/29 zog Karl Rauch nach Berlin, wo er den Verlag für Bücherwerbung Karl Rauch gründete und die Literaturzeitschrift Der Bücherwurm von Walter Weichardt (Blumentritt) übernahm. 1934 zog er nach München.
Seit 1935 lebte er wieder in seinem Elternhaus in Markkleeberg in der Bornaischen Straße 35, von wo er seinen Verlag weiter betrieb. Hier besuchte ihn der bekannte französische Schriftsteller Antoine de Saint-Exupéry im Frühjahr 1939, wobei auch die Herausgabe der deutschen Übersetzung von Wind, Sand und Sterne besprochen wurde. Seit 1940 war Rauch wieder in Dessau mit einem Verlag tätig.

### Verlegerische Tätigkeiten 1945–1953
1945 zog er wahrscheinlich kurzzeitig nach Leipzig und 1946 nach Jena, wobei ihn Joseph Caspar Witsch unterstützte.
1948 zog Karl Rauch nach Bottrop, wo er einen neuen Karl Rauch Verlag gründete. Seit dem 1. Juli 1949 gehörte dieser dem Graphischen Großbetrieb A. Bagel in Düsseldorf als GmbH, Rauch blieb aber bis 1953 Verlagsleiter. Seine größten verlegerischen Erfolge waren die deutschen Übersetzungen der Werke von Antoine de Saint-Exupéry, deren Gesamtrechte er bereits um 1947/1948 noch in der Sowjetischen Besatzungszone erhalten hatte.

### Schriftstellerische Tätigkeiten 1953–1966
Seit 1953 widmete sich Karl Rauch einer Tätigkeit als Schriftsteller und Übersetzer, insbesondere aus dem Französischen. Durch seine Verleger- und Übersetzertätigkeit wurde er auch als ein „Wegbereiter des deutsch-französischen Gedankenaustausches“ bezeichnet. Er starb 1966 im Alter von 69 Jahren in Unterpfaffenhofen bei München.
Karl Rauch war mit Ursula, geborene Meier verheiratet.

## Ehrungen und Nachwirkungen
Karl Rauch erhielt das Bundesverdienstkreuz 1. Klasse.
Eine Gedenktafel an seinem Geburtshaus in Markkleeberg in der Bornaischen Straße 35 erinnert an Karl Rauch seit 2022.
Der Karl Rauch Verlag besteht bis in die Gegenwart, er ist vor allem durch die Werke von Antoine de Saint-Exupéry erfolgreich.

## Verlage
Karl Rauch Verlag
- 1923–1926 Dessau[4][5]

Verlag für Bücherwerbung
- 1930–1934 Berlin
- 1934–1935 München
- 1935–1939 Markkleeberg bei Leipzig, dort auch Karl Rauch Verlag[6]

Publikationen
- Der Bücherwurm. Monatsschrift, 1930–1943, (vorher Walter Weichardt/Blumtritt als Herausgeber)
- Antoine de Saint-Exupéry, Wind, Sand und Sterne, 1939, zahlreiche Neuauflagen bis in die Gegenwart
- Werke von Eugen Gottlob Winkler und Gustav René Hocke

Anthorsche Buchhandlung
- 1935 Leipzig

Karl Rauch Verlag
- 1940–1945 Dessau[7]
- 1945–1946 Leipzig (?)
- 1946–1948 Jena
- 1948–1949 Bottrop am Rhein
- 1949–etwa 1953 Düsseldorf
  - Antoine de Saint-Exupéry, Der kleine Prinz, 1950
  - Werke von Julien Green, Albert Camus und weiteren
  - Rauchs Weltraum-Bücher, ab 1952, nur vier Ausgaben
- seit 1953 mit anderen Inhabern

## Werke (Auswahl)
Karl Rauch verfasste einige Bücher selbst und übersetzte literarische Texte aus dem Französischen.
- Der Schatten des Vaters: Ein Lebensbuch aus zwei Welten. Verlag Bechtle, Esslingen 1954
- Die Palette. Heiteres von Malern und anderen Künstlern. Verlag Bechtle, Esslingen 1954
- Seidenstraße über Moskau. Pfeiffer, München 1960
- Der Zaubervogel – Märchen aus Frankreich. Mit SW-Illustrationen von Wolfgang Felten. Verlag Herder 1963.
- Die Reise zur Schwester Sonne. Verlag Herder 1964